# Sandsundsfjärden
Sandsundsfjärden är en sjö i kommunen Pedersöre i landskapet Österbotten i Finland. Sjön ligger 0,2 meter över havet. Arean är 1,04 kvadratkilometer och strandlinjen är 11,18 kilometer lång. Sjön  ingår i Egentliga Bottenvikens avrinningsområde.   Den ligger omkring 82 kilometer nordöst om Vasa och omkring 400 kilometer norr om Helsingfors. 
I sjön finns ön Ärmsgrundet. 